# Frithjof Schuon
Frithjof Schuon (n. 18 iunie 1907, Basel, Cantonul Basel-Oraș, Elveția – d. 5 mai 1998, Bloomington, Indiana, SUA) a fost un filosof și metafizician elvețian de origine germană, apropiat de filosoful francez René Guénon și unul dintre reprezentanții Școlii Tradiționaliste. Este cunoscut și sub numele de Isa Nur Ad-Din, nume pe care l-a adoptat după convertirea sa la islam.

## Biografie
Frithjof Schuon s-a născut în data de 18 iunie 1907 la Basel, Elveția. Mama sa era de origine franceză, în timp ce tatăl său era violonistul german Paul Schuon. În ciuda apartenenței sale la religia catolică, Schuon și-a educat cei doi băieți, pe Frithjof și pe fratele acestuia, în spiritul luteranismului majoritar din Basel.
Frithjof Schuon s-a remarcat ca un copil inteligent, profund atașat de tradițiile religioase. La vârsta de 10 ani a început să citească pentru prima dată Biblia, iar apoi a continuat cu alte texte sacre ale lumii, între care Upanișadele, Bhagavad Gita și Coranul. De asemenea, cu timpul, a studiat și filosofia și literatura. Printre autorii săi favoriți se numărau Platon, Ralph Waldo Emerson, Johann Wolfgang von Goethe și Friedrich Schiller.
La școala primară din Basel, Frithjof l-a avut coleg pe Titus Burckhardt. Relația dintre cei doi a fost foarte apropiată și au rămas prieteni buni.
În anul 1920, pe când avea 13 ani, tatăl său a decedat, iar mama sa a hotărât să se mute cu toții în Mulhouse, Franța. La 14 ani a fost botezat în Biserica Catolică. În 1923, fratele său a decis să se călugărească, iar Frithjof a fost nevoit să renunțe la școală și să muncească pentru a se întreține. A lucrat la un atelier de textile, dar acest fapt nu l-a împiedicat să-și exercite spiritul autodidact. A hotărât să aprofundeze hinduismul, influențat de Bhagavad Gita, gândindu-se să adopte această tradiție. În anul 1924 a intrat în contact cu opera lui René Guénon, Introducere generală în studiul doctrinelor hinduse (1921) și Orient și Occident (1924). Opera și stilul acestuia l-au impresionat și l-au influențat profund pe tânărul Schuon.
În anul 1930, după 18 luni în care a efectuat stagiul militar, Schuon s-a mutat la Paris. A decis să învețe limba arabă și să frecventeze una dintre moscheile locale pentru a-și aprofunda studiul. În anul 1932, când a început să corespondeze cu René Guénon, Schuon a finalizat și prima sa lucrare în limba germană, publicată în anul 1935 despre meditația primordială. În același timp, a plecat la Marsilia unde a întâlnit doi dintre discipolii lui Shaykh Ahmad Al-Alawi din Mostaganem, Algeria. Atras de spiritualitatea islamică și de sufism, Frithjof Schuon s-a îmbarcat cu aceștia și a plecat în Algeria unde l-a întâlnit pe Shaykh. A petrecut mai multe luni alături de acesta și de discipolii săi, convertindu-se la islam. Noul nume pe care l-a primit a fost Isa Nur Ad-Din. Ulterior, a plecat înapoi în Franța. Pentru el, creștinismul nu mai reprezenta o cale autentică de a ajunge la cunoașterea reală sub îndrumarea unui maestru spiritual, dar islamul putea oferi acest lucru.
În anul 1935, s-a întors la Mostaganem unde l-a întâlnit pe Shaykh Adda ben Tounes, succesorul lui Ahmad Al-Alawi, care l-a investit pe Frithjof Schuon în calitate de muqaddam sau "misionar", dându-i posibilitatea să inițieze și pe alții în confreria (tariqa) sufi Alawită. Întors în Europa, Schuon a fondat trei zawiya sau loje sufi: două în Elveția (Basel și Lausanne) și una în Franța (Amiens). Aici s-au convertit la islam și s-au inițiat în sufism multe personalități, inclusiv francezul Jean-Louis Michon, britanicul Martin Lings, elvețianul Leo Schaya și românul Vasile Lovinescu.
Într-o noapte spre finalul anului 1936, Schuon a avut parte de o experiență mistică în urma căreia a considerat că este momentul să-și creeze propria confrerie în calitate de Shaykh. Este vorba de Tariqa Maryamiyya. Schuon era atașat de figura Fecioarei Maria, prezentă inclusiv în islam.
În anul 1938, Frithjof Schuon a plecat la Cairo pentru a-l vedea pe mentorul său, René Guénon. La un an, în 1939, a plecat alături de doi discipoli spre India, făcând un popas la Cairo unde a mers din nou în vizită la Guénon. A ajuns la Bombay, dar nu a putut sta mult din cauza izbucnirii Celui de-al Doilea Razboi Mondial, refugiindu-se în Elveția. S-a stabilit la Lausanne și și-a continuat activitatea începută în anul 1933 de a contribui la revista Études Traditionnelles.
În anul 1948, Schuon a publicat prima sa carte în limba franceză: De l'Unité transcendante des religions (Unitatea transcendentă a religiilor).
În anul 1949, Schuon s-a căsătorit cu Catherine Feer, o educatoare de origine germană. Împreună au călătorit foarte mult, în mod special în Maroc și în Turcia, unde au vizitat presupusa casă a Fecioarei Maria de la Efes.
În anul 1980, Schuon și soția sa au emigrat în Bloomington, Indiana, Statele Unite ale Americii. A continuat să scrie mult pe teme diverse de metafizică, ezoterism și religie. L-au interesat practicile, ritualurile și dansurile triburilor amerindiene, în special cele ale populației Sioux.
A murit în data de 5 mai 1998, la vârsta de 91 de ani, în Bloomington.